# Whicham
Whicham – wieś i civil parish w Anglii, w Kumbrii, w dystrykcie (unitary authority) Cumberland. W 2001 miejscowość liczyła 395 mieszkańców. Whicham jest wspomniana w Domesday Book (1086) jako Witingham.